# Nunatak Kon-Tiki
Il nunatak Kon-Tiki è un nunatak alto circa 1300 m  situato nella regione meridionale della Terra di Oates, nell'Antartide orientale. Il nunatak si trova in particolare nell'entroterra della costa di Shackleton, nel mezzo del flusso del ghiacciaio Nimrod, in corrispondenza delle cascate di ghiaccio Cooper.

## Storia
Il nunatak Kon-Tiki è stato così battezzato dai membri della squadra settentrionale della spedizione neozelandese di esplorazione antartica svolta nel periodo 1961-62 in onore del Kon-Tiki, la zattera usata dall'esploratore e scrittore norvegese Thor Heyerdahl nella sua spedizione nel 1947 attraverso l'Oceano Pacifico dal Sud America alle isole della Polinesia, in virtù dell'aspetto del nunatak, che sembra proprio una zattera in mezzo ai flutti, rappresentati dal flusso del ghiacciaio Nimrod.